# Diferencia entre cáudice, tallo caudiciforme, paquicaulo, lignotúber
"tallo caudiciforme"  redirige aquí.
En botánica, en terminología utilizada en la descripción de las plantas, se diferencia entre el cáudice (en inglés caudex), el tallo caudiciforme (en inglés caudiciform stem), el paquicaulo (en inglés pachycaul) y el lignotúber o lignotubérculo (en inglés lignotuber).
Todos éstos comparten la característica de ser tallos utilizados para el almacenamiento de carbohidratos y agua u otras sustancias de reserva (tallos como órgano reservante), y de entre ellos, estos 4 pueden resultar parecidos e inducir a confusiones.
Como todas las plantas con órganos reservantes, estos 4 tipos de tallo comparten la característica ecológica de permitir a la planta rebrotar después de una época desfavorable, como en plantas con clima estacional marcado que pierden las hojas o todas las partes aéreas durante la estación desfavorable, que necesitan rebrotar rítmicamente, o plantas ubicadas en regiones de condiciones extremas que almacenan agua y carbohidratos sólo cuando el tiempo lo permite, y plantas adaptadas a sobrevivir los incendios periódicos, que rebrotan luego de los mismos.
Un cáudice es un tallo reservante poco diferenciado, es vertical, corto y grueso, ubicado en la superficie del suelo o justo debajo de la superficie del suelo. Es un tallo reservante perenne del que rítmicamente rebrotan las partes aéreas en la estación favorable. Es un tipo de rootstock en inglés, un tipo de "tallo subterráneo". Poseen cáudice, según Simpson (2010), algunas Agavaceae, la mayoría de las Xyridaceae perennes (las que no poseen rizoma o cormo), algunas Iridaceae, la gran mayoría de las Bromeliaceae (todas las terrestres que no son arborescentes), y Welwitschia mirabilis, la única welwitschiácea.
Un tallo caudiciforme, de nombre muy similar, es un tallo también corto y grueso, aunque en general más hinchado que el cáudice, en la superficie del suelo o justo sobre la superficie del suelo, que se mantiene vivo todo el año y del que emergen las partes aéreas todas las estaciones favorables o cuando el tiempo lo permite. Es un tipo de "tallo aéreo" reservante. Poseen tallo caudiciforme algunas Dioscorea, Calibanus.
El paquicaulo es un tallo vertical, aéreo, con el porte de un tronco, grueso para almacenamiento, muchas veces especialmente hinchado en la base (en los "árboles botella"). No es un tallo caudiciforme porque tiene el hábito del tronco de un árbol. Ejemplos son Brachychiton, y Fouquieria columnaris, y el palo borracho, Ceiba speciosa).
Entonces son todos tallos reservantes para rebrotar luego de la época desfavorable, pero el cáudice es un tallo más o menos vertical y subterráneo, el tallo caudiciforme es un tallo más o menos hinchado y sobre la superficie del suelo, y el paquicaulo es un tronco.
El lignotúber o lignotubérculo es un tallo de almacenamiento grueso y leñoso, típicamente en la superficie del suelo o justo debajo de ella, pero a diferencia de los otros 3 sus ramas son perennes (siempreverdes y leñosas), las pierde sólo durante un incendio, luego del cual las reservas del lignotúber son utilizadas para rebrotar.

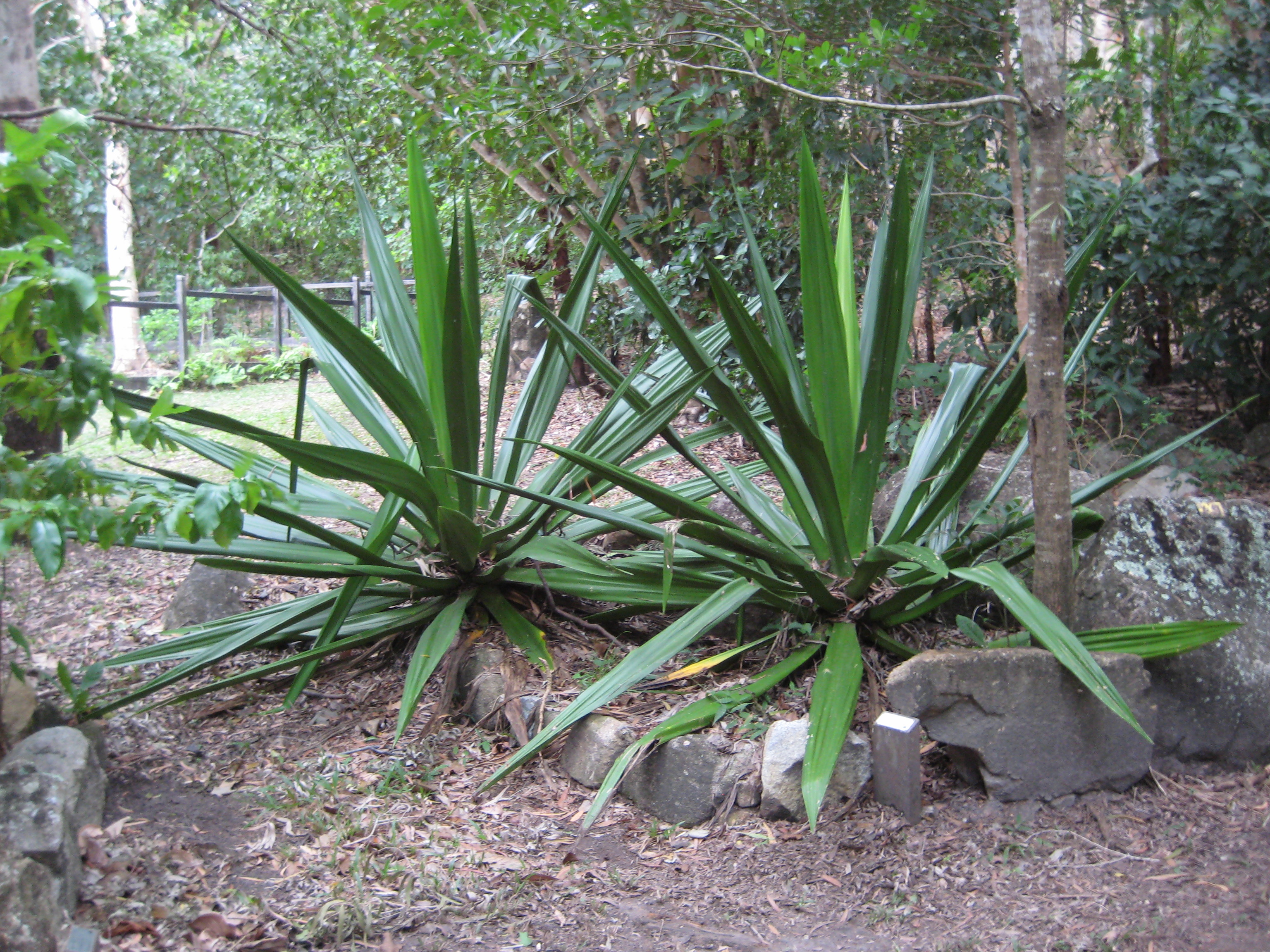
Posee cáudice Furcraea.
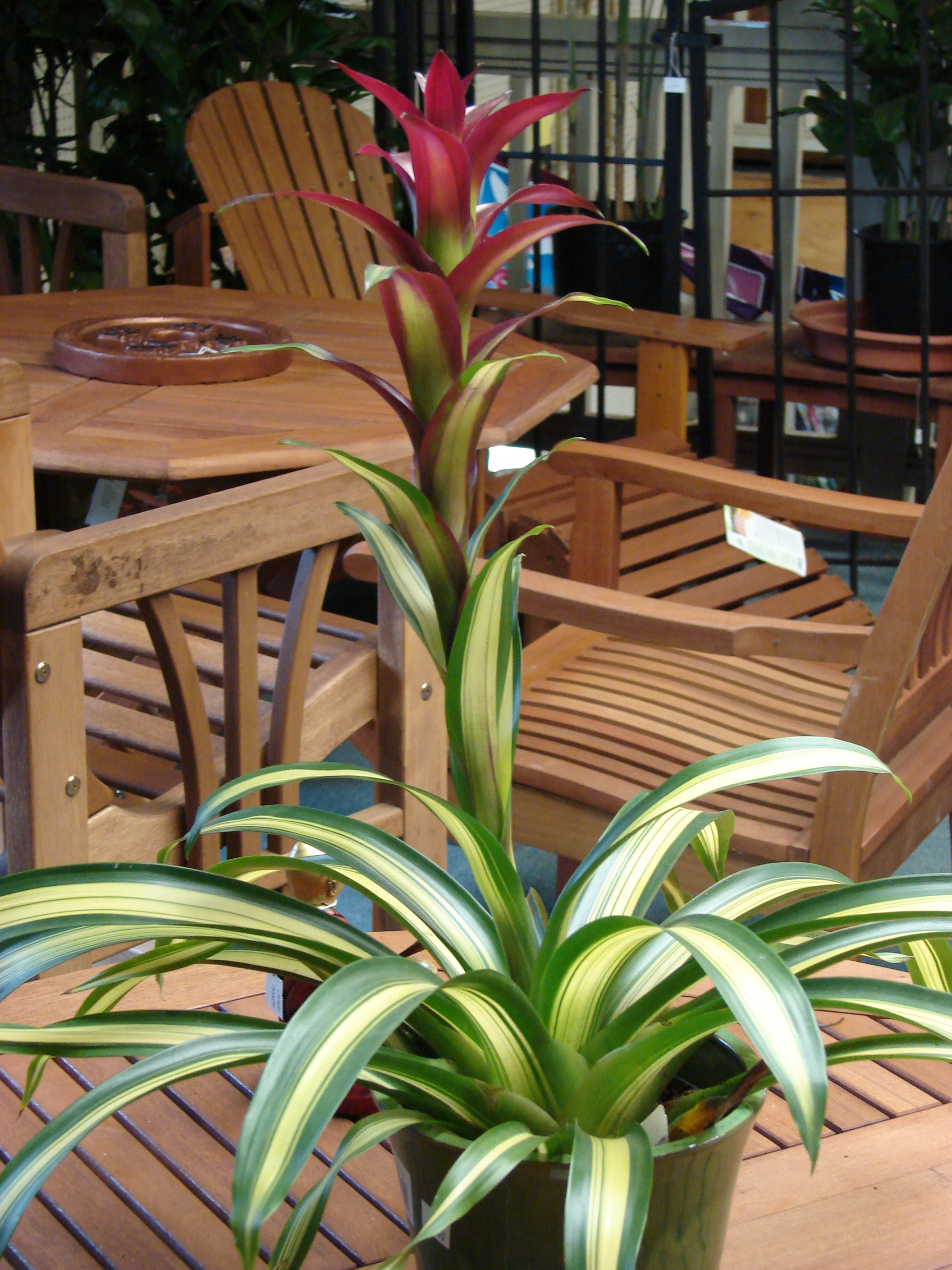
Las bromeliáceas terrestres no arborescentes poseen cáudice.
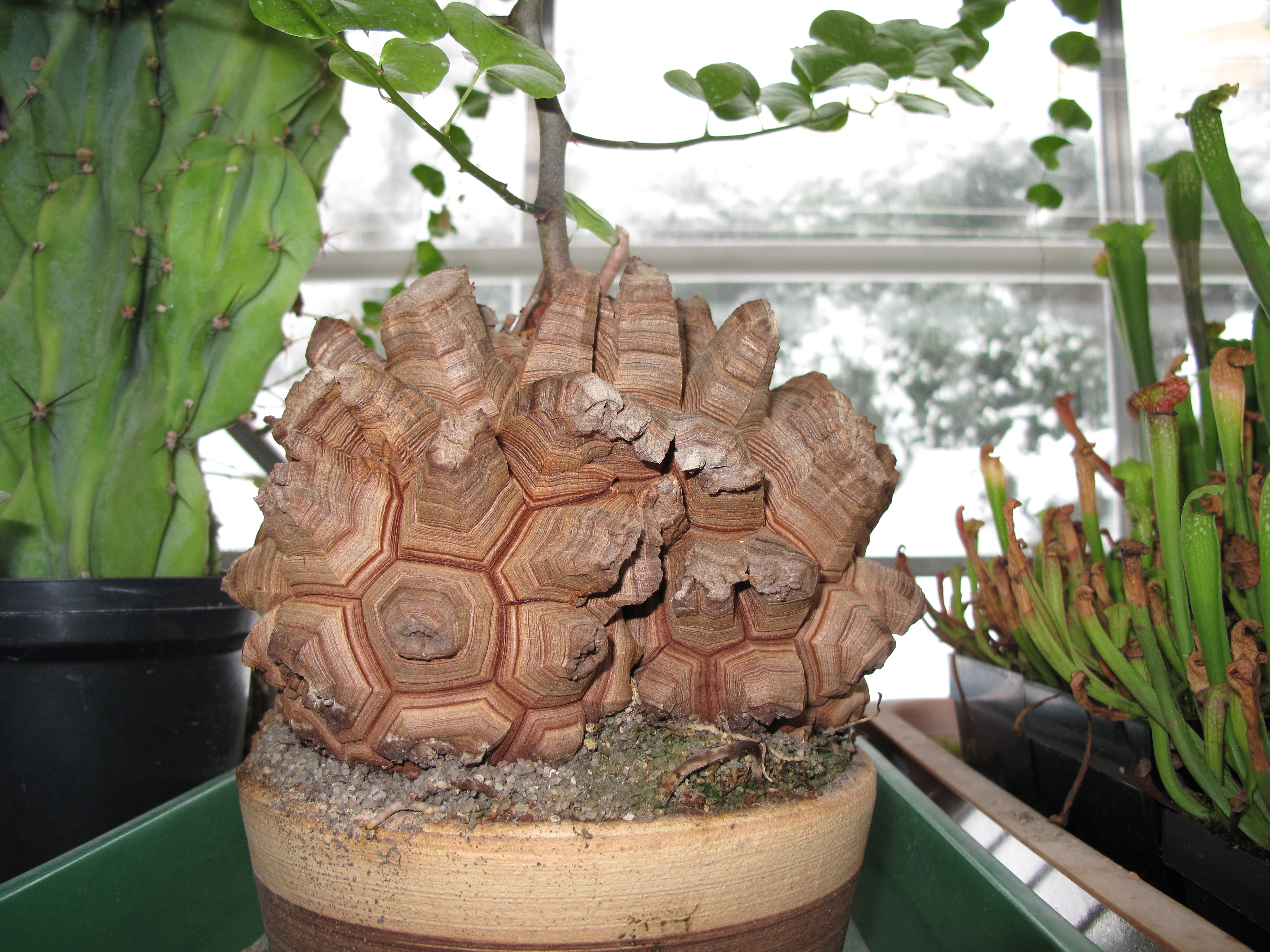
Tallo caudiciforme en Dioscorea.
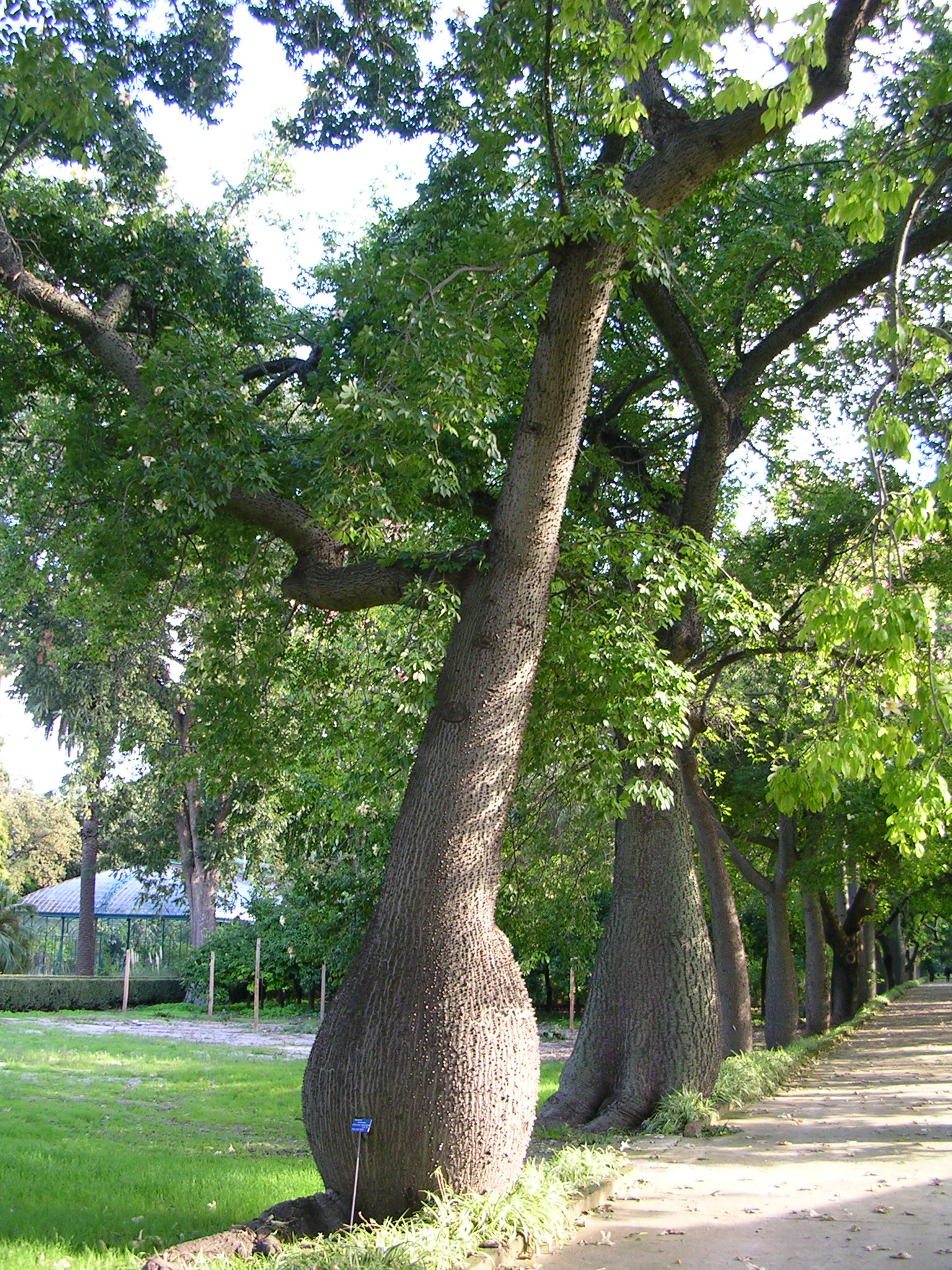
Ceiba speciosa, el palo borracho, árbol con un tronco reservante: un paquicaulo.
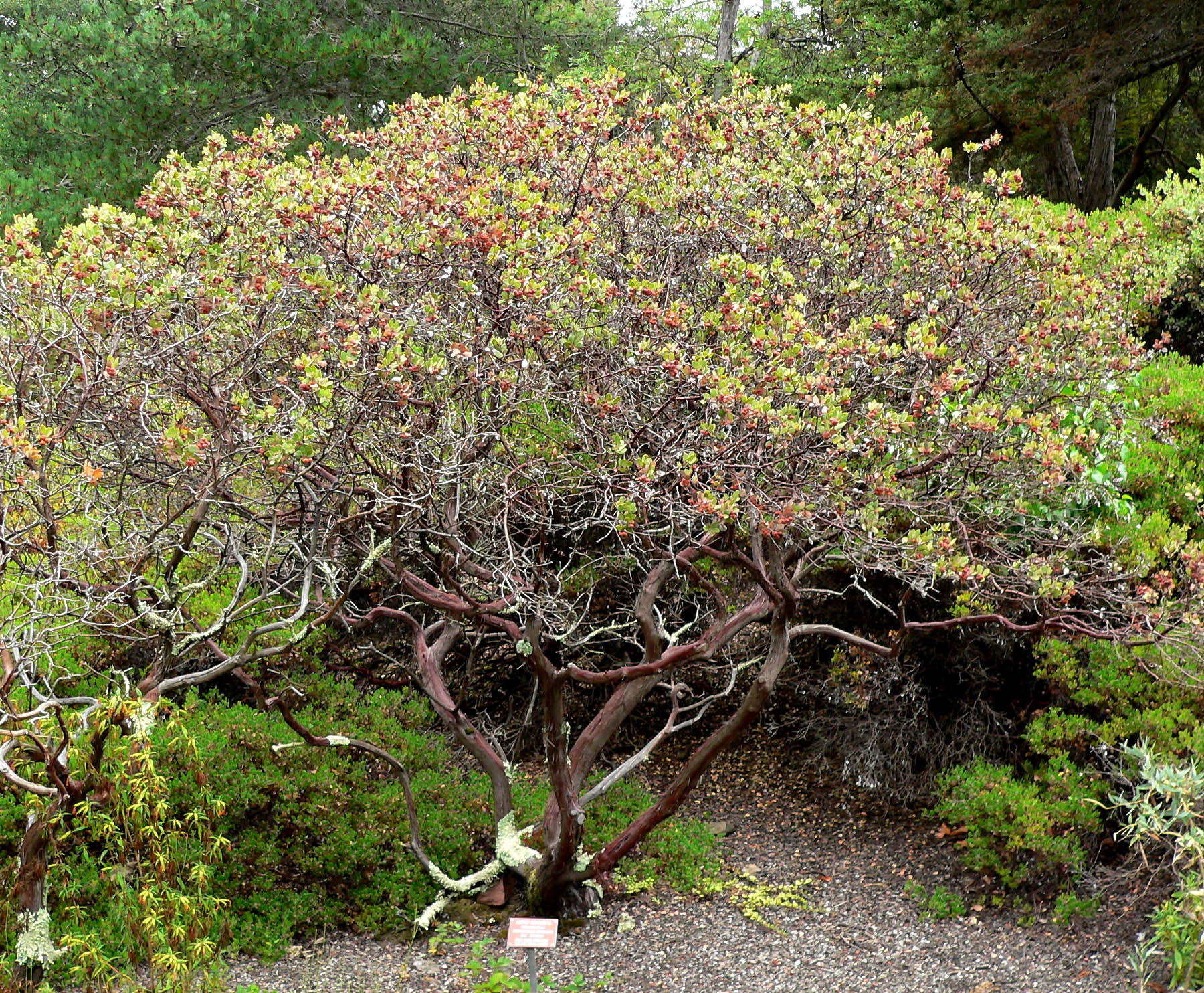
Arctostaphylos morroensis es una planta de ramas siempreverdes leñosas. En la foto llega a observarse el lignotúber justo en la base del tronco hinchada, donde guarda las reservas que utiliza para rebotar luego de un incendio.

Como suele suceder en terminología, no hay acuerdo entre todos los autores en la definición precisa de algunos de estos términos, por lo que la terminología siempre debe chequearse con el glosario de la flora que se esté consultando.

## Citas
1. ↑  Simpson (2005) p. 551. "Caudex. A short, thick, vertical or branched perennial stem, underground at/near ground level. Is a stem/shoot type". Chapter 9, p. 352: "Rootstocks (underground stems) function as storage and protective organs, remaining alive underground during harsh conditions of cold or drought. When environmental conditions improve, rootstocks serve as the site of new shoot growth, sending out new adventitious roots and new aerial shoots from the apical meristem or from previously dormant buds. Different types of rootstocks have evolved in various taxonomic groups. These include the following: (...) caudex, in which the rootstock consists of a relatively undifferenciated but vertically oriented stem."
2. ↑  Simpson (2005) p. 551. "Caudiciform stem. A low (at or above ground level), swollen, perennial storage stem from which arise annual or otherwise nonpersistent photosynthetic shoots, e. g. some Dioscorea spp, Calibanus. Is a stem/shoot type." Chapter 9, p. 352: "Some aerial stems may function for storage of food reserves or water. (...) Other aerial, storage stems include a caudiciform stem, which is a low, swollen, perennial storage stem (at or above-ground level), from which arise annual or nonpersistent photosynthetic shoots (e.g. Calibanus, some Dioscorea spp.)"
3. ↑  Simpson (2005), p. 352: "Some aerial stems may function for storage of food reserves or water. (...) Other aerial, storage stems include a pachycaul, which is a woody, trunklike stem that is swollen basally, the swollen region functioning in storage (e.g. bottle trees, Brachychiton spp, and the boojum tree, Fouquiera columnaris)."
4. ↑  Simpson (2005) Chapter 9: "A lignotuber or burl is largely a protective and regenerative stem following fires. Lignotubers or burls are tipycally swollen, woody stems, at or sightly below ground level, from which arise persistent, woody, aerial branches (e.g., some manzanita). "